# August Werner (Fabrikant)

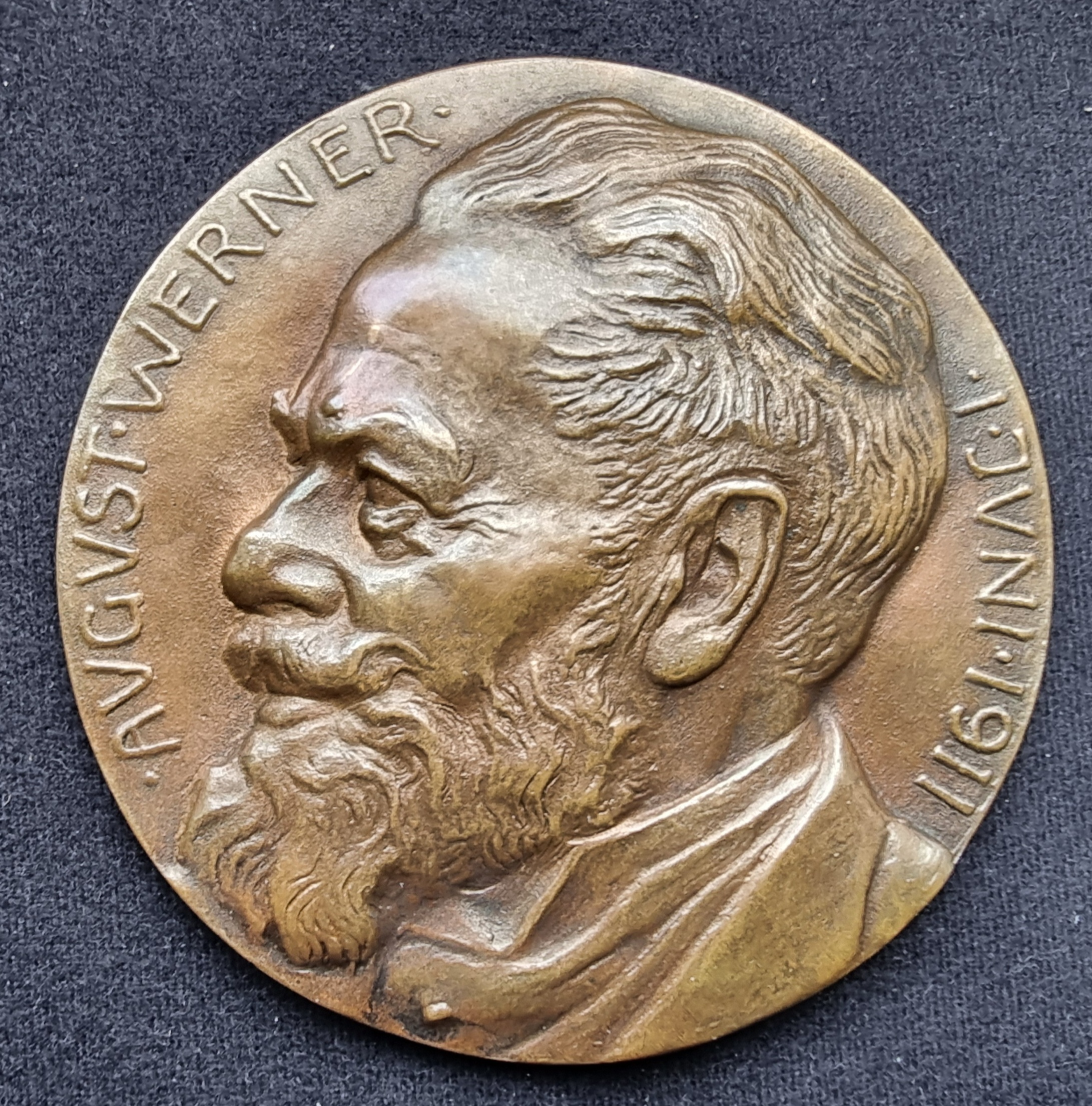
1. Juni 1911: Porträt des Unternehmers zum 50-jährigen Firmenjubiläum;
Bronze-Medaille von Georg Herting

August Werner (geboren 28. September 1845 in Hannover; gestorben 13. März 1916 ebenda) war ein deutscher Kaufmann und Fabrikant in der Bettfedern- und Daunenfabrik Werner & Ehlers (am Standort des heutigen FAUST-Kulturzentrums), Geheimer Kommerzienrat, Mäzen, Präsident der hannoverschen Handelskammer und Senator.

## Leben

### Familie
August Werner war der Neffe des Kaufmanns und Firmengründers Wilhelm Theodor Werner (* 4. August 1835 in Hannover; † 21. Juli 1876 in Hildesheim) und der Vater von August Werner jr. (* 22. Mai 1879 in Hannover; † 16. Dezember 1932 in Nienburg). Letzterer war der Onkel von Werner Frucht (* 21. August 1908 in Hannover; † 15. Februar 1985 ebenda).

### Werdegang

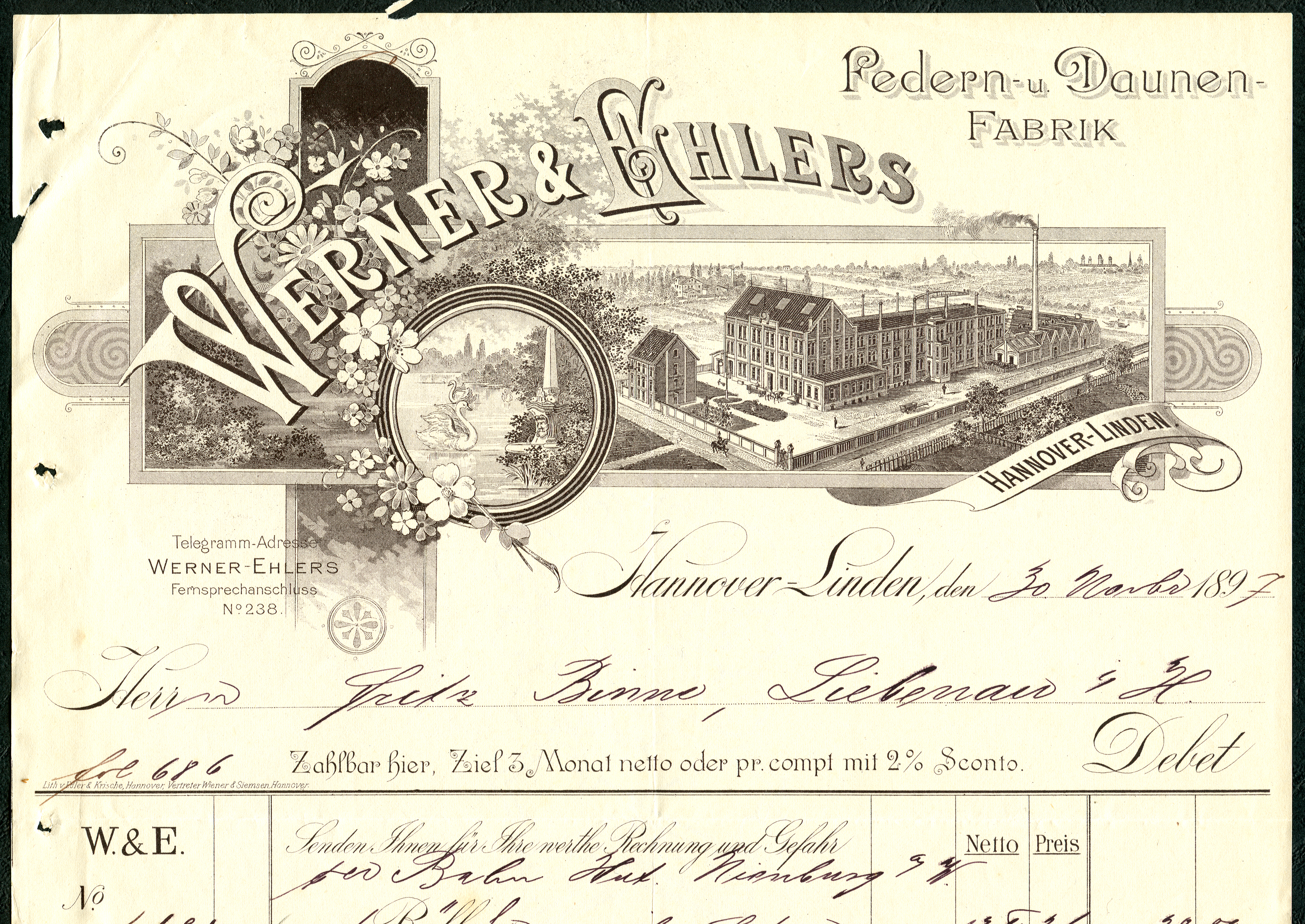
Vogelschau der 1890er Jahre über die Bettfedernfabrik Werner & Ehlers (heute: FAUST) in Linden
Kupferstich eines Briefkopfes der Firma

Geboren zur Zeit des Königreichs Hannover, durchlief August Werner eine kaufmännische Ausbildung und übernahm nach der Ausrufung des Deutschen Kaiserreichs und der folgenden Gründerzeit 1875 die von seinem Onkel begründete Bettfedernfabrik, die er zu einem der größten Unternehmen dieser Branche im damaligen Deutschland ausbaute.
Neben der Leitung und dem Ausbau seiner Fabrik in Linden engagierte sich August Werner stark in berufsständigen und politischen Ehrenämtern. So wurde er 1896 erst zum Vizepräsidenten der Handelskammer in Hannover gewählt, führte diese ab 1900 dann als Präsident und wurde 1913 zum Ehrenpräsidenten der Handelskammer ernannt.
Zehn Jahre zuvor war Werner 1903 als Vertreter des bürgerlichen Lagers zum Senator in den Magistrat der Stadt Hannover gewählt worden. 1904 wurde ihm der Titel des Kommerzienrates verliehen, 1913 der des Geheimen Kommerzienrates.
Anfang des 20. Jahrhunderts beschenkte August Werner beide Städte seines Betätigungskreises:
- Der Stadt Linden schenkte er „das Gebäude für ein  Jugendheim auf dem Lindener Berg“.[1]
- Der Stadt Hannover schenkte er,
  - gemeinsam mit dem Kommerzienrat Siegmund Seligmann, die Kaiserstatuen: Die zwei mehr als drei Meter hohen bronzenen Standbilder Kaiser Wilhelms I. und Wilhelms II. hatte der Berliner Bildhauer und Professor Adolf Brütt geschaffen. Sie wurden im Neuen Rathaus von Hannover seitlich der großen Treppe in der Zentralhalle aufgestellt.[5][6] Beide Statuen wurden später im Zweiten Weltkrieg für die Rüstungsproduktion eingeschmolzen.[1]
  - Der Städtischen Galerie KUBUS schenkte August Werner außerdem eine Sammlung von Kunstwerken.[1]

August Werner starb 1916 im Alter von 72 Jahren zur Zeit des Ersten Weltkrieges. Sein Grabmal mit einem Engels-Mosaik des Künstlers  Hermann Schaper findet sich noch heute auf dem Stadtfriedhof Engesohde.